# Хиллерёд (коммуна)
Хиллерёд (дат. Hillerød Kommune) — датская коммуна в составе области Ховедстаден. Площадь — 214,39 км², что составляет 0,50 % от площади Дании без Гренландии и Фарерских островов. Численность населения на 1 января 2008 года — 46568 чел. (мужчины — 22783, женщины — 23785; иностранные граждане — 2271).

## История
Коммуна была образована в 2007 году из следующих коммун:
- Хиллерёд (Hillerød)
- Скевинге (Skævinge)

## Железнодорожные станции
- Борупгор (Borupgård)
- Брёдесков (Brødeskov)
- Гёрлёсе (Gørløse)
- Грибсё (Gribsø)
- Хиллерёд (Hillerød)
- Скевинге (Skævinge)
- Слотспавиллонен (Slotspavillonen)

## Изображения

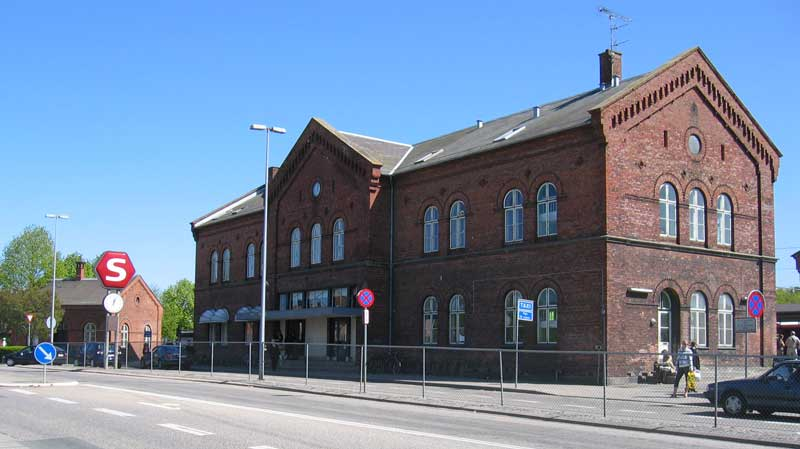
Хиллерёд
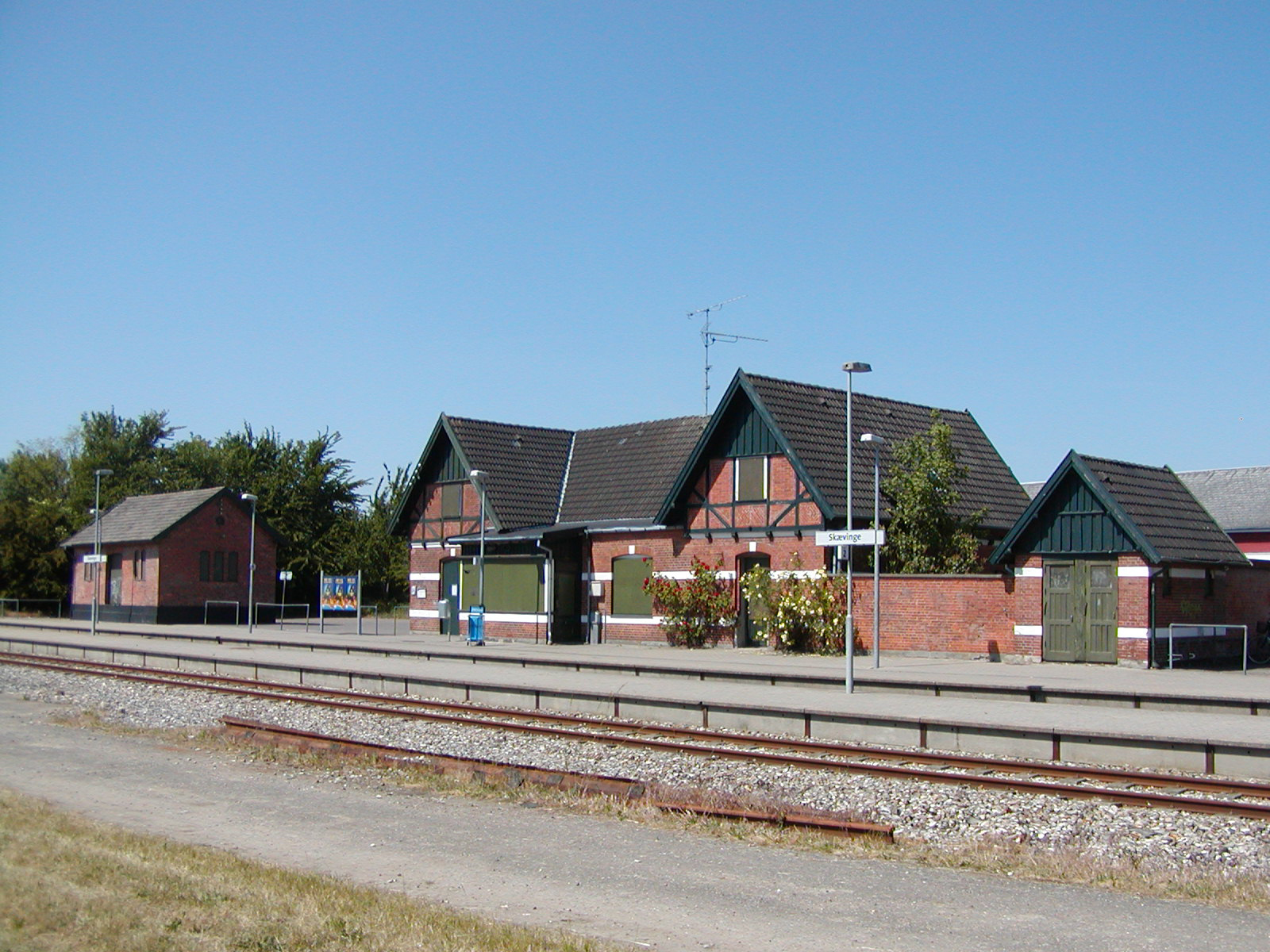
Скевинге